# Buluc-Chabtan
En la religión maya, Buluc Chabtan, a veces llamado "dios F", era el dios de la muerte violenta y del sacrificio. En los codex mayas se le puede reconocer debido al arco negro que le rodea el ojo y que baja sobre la mejilla.
Buluc-Chabtan era la encarnación de la guerra, la muerte violenta y el sacrificio humano. A menudo se le muestra en compañía de Ah Puch, el dios de la muerte, incendiando casas con una antorcha y atravesando hombres con su lanza. La idea del dios de la guerra al lado del dios de la muerte violenta y el sacrificio humano parece combinarse en la tradición del sacrificio de nobles y prisioneros de guerra.
De entre los compañeros y dioses asociados a Buluc-Chabtan destacan el dios Ka-Ku-Pakat, cuya función consistía en reconocer las posiciones ocupadas por el enemigo antes de la batalla, y el dios Pakok-Exchun-Kak, que estaba asociado con los puntos cardinales, el esparcimiento de la furia y la intervención divina en la batalla.
 A Buluc Chabtan se le solía asociar con el número once, que figura a veces como un glifo por encima de su cabeza. 
El día que le estaba consagrado dentro del calendario maya era el día manik.